# 650'erne f.Kr.
Århundreder: 8. århundrede f.Kr. – 7. århundrede f.Kr. – 6. århundrede f.Kr.
Årtier: 700'erne f.Kr. 690'erne f.Kr. 680'erne f.Kr. 670'erne f.Kr. 660'erne f.Kr. – 650'erne f.Kr. – 640'erne f.Kr. 630'erne f.Kr. 620'erne f.Kr. 610'erne f.Kr. 600'erne f.Kr.
År: 659 f.Kr. 658 f.Kr. 657 f.Kr. 656 f.Kr. 655 f.Kr. 654 f.Kr. 653 f.Kr. 652 f.Kr. 651 f.Kr. 650 f.Kr.